# Linea Schlenk

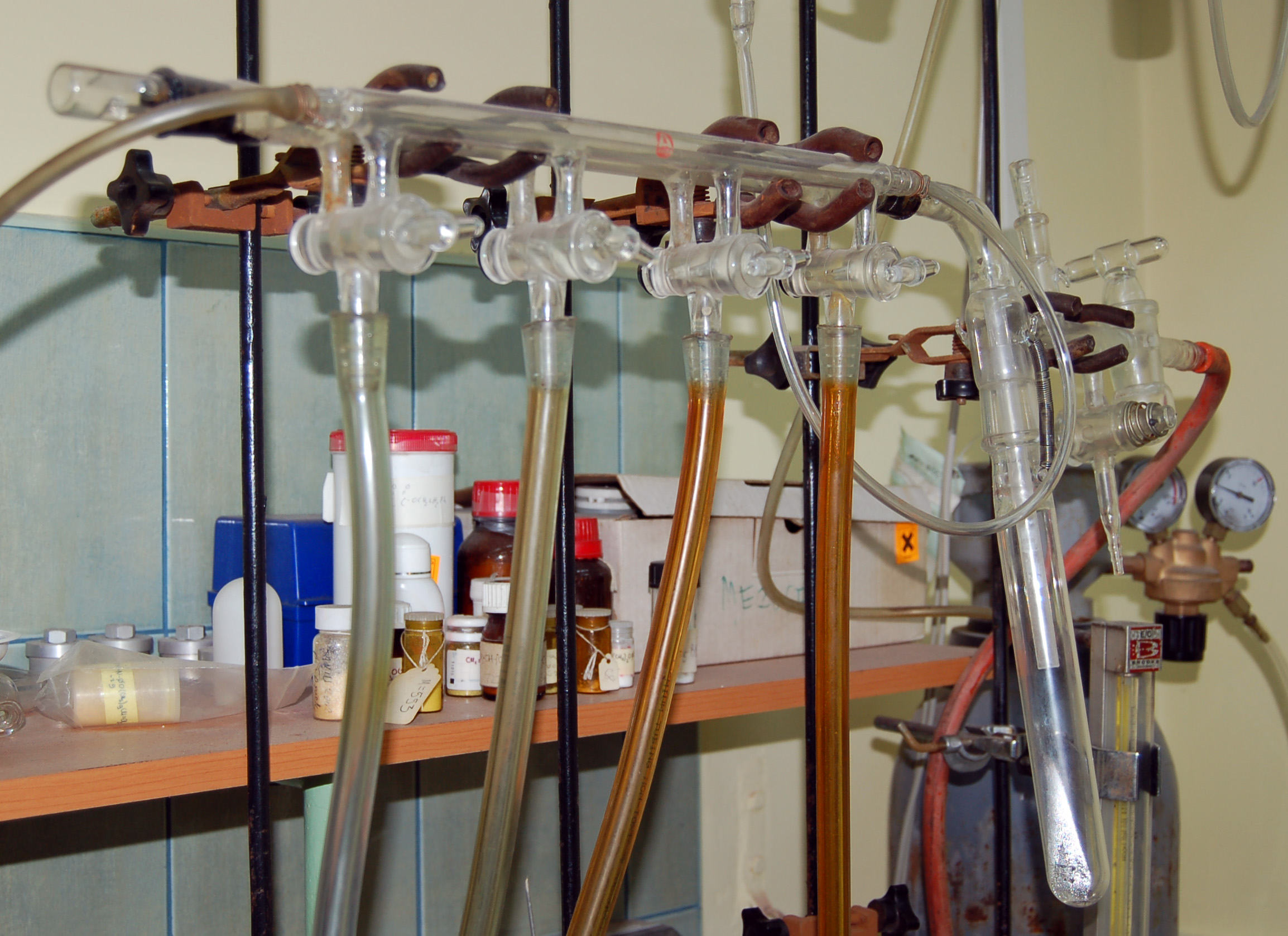
Una linea Schlenk con quattro uscite. La trappola criogenica è sulla destra.

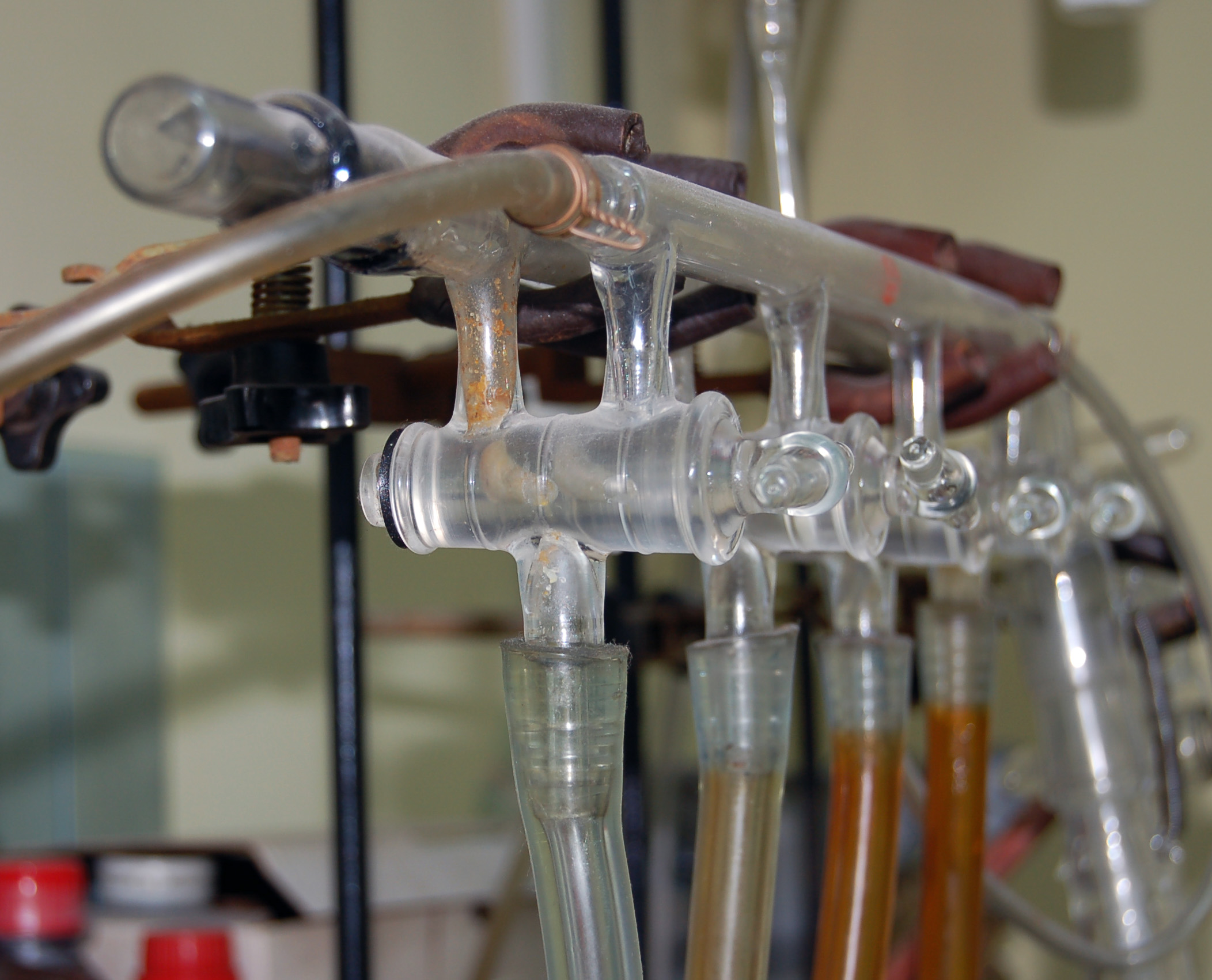
Particolare dei rubinetti a tre vie che permettono di selezionare la linea del vuoto (dietro) o quella del gas inerte (davanti).

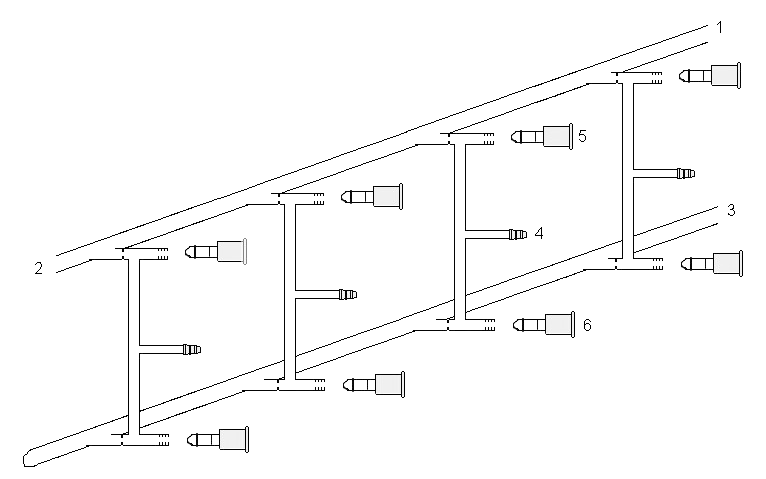
Un possibile schema di linea Schlenk: 1 entrata gas inerte, 2 uscita gas inerte (al gorgogliatore), 3 alla pompa a vuoto (attraverso la trappola criogenica), 4 uscita verso il campione, 5 rubinetto di Teflon lato gas, 6 rubinetto di Teflon lato vuoto

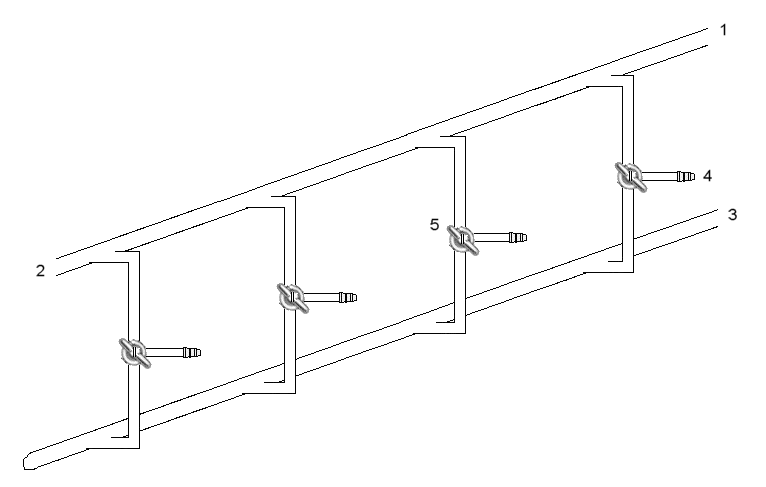
Schema alternativo di linea Schlenk: 1 entrata gas inerte, 2 uscita gas inerte (al gorgogliatore), 3 alla pompa a vuoto (attraverso la trappola criogenica), 4 uscita verso il campione, 5 rubinetto a tre vie (con due canalizzazioni oblique rispetto all'asse del rubinetto.)

La linea Schlenk (detta anche linea vuoto-gas inerte) è una apparecchiatura comunemente usata in chimica e inventata da Wilhelm Schlenk. È costituita da due linee con varie uscite verso l'esterno ove collegare i campioni. Una linea è collegata ad una sorgente di gas inerte, e l'altra è collegata ad una pompa a vuoto. La linea a gas inerte ha una uscita di sfogo attraverso un gorgogliatore ad olio. Una trappola criogenica ad azoto liquido o a ghiaccio secco/acetone impedisce che vapori di solvente possano contaminare la pompa a vuoto. Rubinetti particolari permettono di scegliere se connettere vuoto o gas inerte al campione collegato, senza bisogno di spostare il campione da una linea all'altra.
Linee di tipo Schlenk sono utili per manipolare in modo semplice e sicuro composti chimici sensibili all'aria. La possibilità di creare alto vuoto è spesso utile per eliminare le ultime tracce di solvente dal campione. Le linee da vuoto hanno spesso più uscite, e operando con attenzione si possono condurre simultaneamente più reazioni od operazioni.
La presenza di piccole tracce di ossigeno residuo può essere un problema quando si opera con reagenti particolarmente sensibili all'ossidazione. In questi casi, per eliminare l'ossigeno al di sotto del livello dei ppm, occorre purificare il gas inerte facendolo passare attraverso un catalizzatore di deossigenazione. In genere si utilizza una colonna di ossido di rame(I) o di manganese(II) che reagisce con le tracce di ossigeno presenti nel gas inerte.

## Tecniche
Le principali operazioni che si possono condurre con una linea Schlenk sono:
- aggiunte controcorrente, dove si aggiungono reagenti stabili all'aria al recipiente di reazione mantenendo un flusso di gas inerte.
- uso di siringhe e setti di gomma per trasferire liquidi e soluzioni.
- trasferimenti via cannula, dove si usa un tubo lungo e sottile detto cannula per trasferire liquidi o soluzioni di reagenti sensibili all'aria tra recipienti diversi chiusi da setti di gomma. Il flusso del liquido si ottiene usando il vuoto o una pressione di gas inerte.[3]

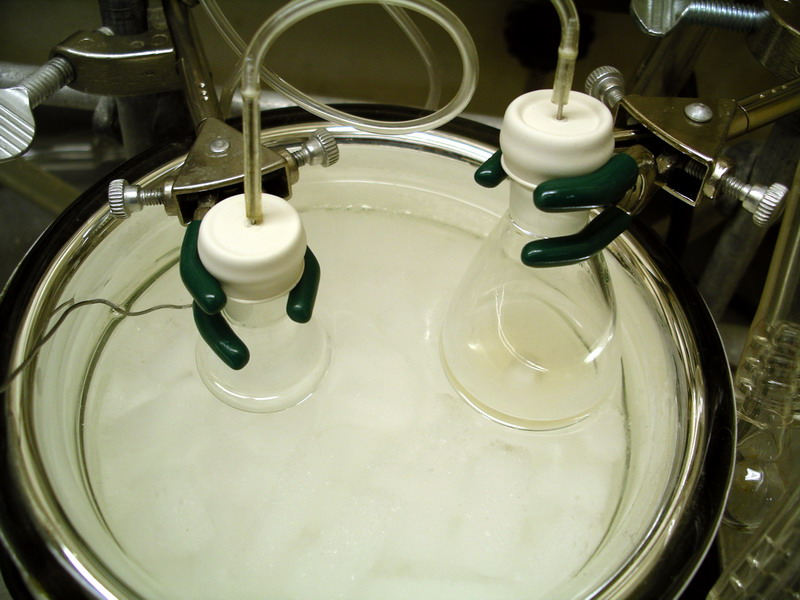
I due reattivi necessari per una reazione aldolica sono preparati in contenitori vicini; uno sarà trasferito nell'altro tramite una cannula evitando il contatto con l'aria.

La vetreria è connessa in genere con giunti di vetro smerigliato ingrassati per garantire una perfetta tenuta. Tubi di vetro ricurvi con giunti a smeriglio possono essere utili per regolare l'orientamento dei vari componenti connessi.
La filtrazione sotto atmosfera inerte è una delle operazioni più complesse e viene di solito affrontata con vetreria speciale. Un filtro Schlenk è costituito da un filtro di vetro sinterizzato racchiuso un tubo provvisto di giunti e rubinetti. Si collegano dapprima il filtro Schlenk e il recipiente di raccolta; dopo averli seccati li si connette al recipiente di reazione mantenendo un flusso di gas inerte in uscita dal recipiente di reazione. Successivamente l'intera apparecchiatura montata è rovesciata con cautela; aprendo opportunamente le connessioni al vuoto si ottiene la filtrazione minimizzando l'esposizione all'aria.

## Pericoli
Il rischi principali associati all'uso di una linea Schlenk sono quelli di implosione o di esplosione della linea. Una implosione può avvenire a causa dell'alto vuoto e alla eventuale presenza di difetti nelle parti in vetro dell'apparecchiatura. Una esplosione può essere dovuta all'uso di azoto liquido nella trappola criogenica, che si usa per evitare che i solventi arrivino alla pompa a vuoto. Se nella linea Schlenk entra una quantità rilevante di aria, nella trappola criogenica si può condensare ossigeno liquido, che appare come un liquido azzurro chiaro. L'esplosione può generarsi per reazione dell'ossigeno liquido con altre sostanze organiche, anche nella trappola stessa.